# 赫里福德郡
赫里福德郡，英國英格蘭西米德蘭茲的名譽郡、單一管理區，西接威爾斯的邊界。以人口計算，赫里福德是该郡最大城市（亦是郡治），萊姆斯特是第1大鎮。
因為赫里福德郡沒有下轄任何單一管理區（但它本身是單一管理區），無論把它看待成名譽郡還是單一管理區，它都有177,800人口，佔地2,180平方公里。

## 歷史
《1972年地方政府法案》在1974年4月1日生效，赫里福德郡與相鄰的伍斯特郡合併成赫里福德-伍斯特郡，成為非都市郡。。1992年成立的英格蘭地方政府委員會（Local Government Commission for England）建議赫里福德-伍斯特郡分拆回原狀，赫里福德郡的地位變成單一管理區，範圍大概與先前的相約。

## 地理
下圖顯示英格蘭48個名譽郡的分佈情況。赫里福德郡，東與伍斯特郡相鄰，東南與格洛斯特郡相鄰，西與威爾斯的波伊斯郡相鄰，北與什羅普郡相鄰。

## 人口統計

### 增長
1991年至2011年期間，赫里福德郡的人口增長為14.4%，比英國的平均比率10.0%為高。
| 年份 | 人口    | 增長率 % |
| ---- | ------- | -------- |
| 1991 | 160,400 |          |
| 2001 | 174,871 | 9.0%     |
| 2011 | 183,477 | 4.9%     |

### 種族
赫里福德郡的人口有98.2%是白人，亞洲人佔0.8%，混血的為0.7%，0.2%黑人，0.1%其他。